# Léo Karmann
 (octobre 2022).
Pour les articles homonymes, voir Karmann (homonymie).
Léo Karmann, né le 9 mars 1989 à Paris, est un réalisateur et scénariste français. Il est le fils de l’acteur Sam Karmann.
En 2019, il réalise son premier long-métrage, La Dernière Vie de Simon.

## Biographie
Fils de l'acteur Sam Karmann et frère de l'acteur Martin Karmann, Léo Karmann s'intéresse très tôt au cinéma. À l'âge de 8 ans, il découvre Hook de Steven Spielberg, réalisateur qui aura une influence majeure sur ses propres films par la suite. 
Après une série de courts-métrages et des expériences en tant qu'assistant-réalisateur, il réalise son premier long-métrage La Dernière Vie de Simon, co-écrit avec Sabrina B. Karine, évoquant l'histoire d'un adolescent capable de prendre l'apparence de ceux qu'il touche. 
Il est également chroniqueur cinéma sur France Inter. 

## Filmographie

### Réalisateur

#### Cinéma
- 2006 : La Coda (court-métrage)
- 2008 : Le Portail (court-métrage)
- 2009 : Opération Tulipe (court-métrage)
- 2010 : Delayed (court-métrage)
- 2015 : Jumble Up (court-métrage)
- 2019 : La Dernière Vie de Simon

#### Télévision
- 2017 : Loulou (1 épisode)
- 2025 : Ma mère est une espionne

## Récompenses
- 2019 : Prix du public Festival d'automne de Gardanne, Mon premier festival et Festival de Brides-les-Bains pour La Dernière Vie de Simon.